# Ribeirão Chiqueiro
Ribeirão Chiqueiro est un village du centre-sud de l'île de Santiago au Cap-Vert.

## Description
Le village fait partie de la municipalité de São Domingos. 
Il se trouve à 5 km au sud-est du siège municipal de São Domingos. 
En 2010, sa population était de 775 habitants. 
Son altitude est d'environ 270 m. 
La route nationale EN1-ST02 traverse le village et la EN1-ST01 passe a proximité.

## Organisation territoriale
La commune comprend les lieux et quartiers de :
- Chã de Baixo
- Chã de Cachorro
- Curral Grande
- Monte Parada
- Ribeirão Chiqueiro
- Vazagua